# May el-Toukhy
May el-Toukhy (Charlottenlund, 17 de agosto de 1977) es una directora de cine y guionista danesa. Obtuvo el Premio del Público en el Festival de Cine de Sundance en 2019 por Reina de Corazones. 

## Biografía
La madre de el-Toukhy es danesa y su padre es egipcio. Ella nació en Charlottenlund, un barrio residencial de la capital y creció en Copenhague. Tras acabar los estudios preuniversitarios, se matriculó en el Statens Teaterskole (Escuela de Teatro Estatal) en Copenhague de 1998 a 2002. Posteriormente, completó su formación como directora de cine en la Escuela Nacional de Cine de Dinamarca hasta 2009. En 2009, trabajó por primera vez como asistente de dirección para la película de televisión Camping y la serie de televisión Borgen.
Además, el-Toukhy ganó en 2009 el concurso para jóvenes talentos nórdicos Nordic Talent Pritch-Preis por su película Cairo, con un premio en metálico de 250.000 coronas danesas. Además, produjo varios programas de radio para Danmarks Radio. En 2015, recibió la beca Erik Ballings, que incluye una dotación en metálico de 50.000 coronas.
El debut cinematográfico de el-Toukhy fue en 2015 con una comedia romántica llamada Una larga historia corta. Su guion fue un trabajo conjunto de la directora junto con Mille Lehfeldt, con la participación de los actores Trine Dyrholm, Jens Albinus y Danica Curcic. Este largometraje ganó el Premio Robert de la academia de cine danesa a la Mejor Actriz de Reparto, y dos Premios Bodil, al Mejor Guion y a la Mejor Actriz de Reparto. En 2016, fue galardonada con el Premio Nordisk Film, que incluye una dotación en metálico de 110,000 coronas.
Su siguiente largometraje, Reina de corazones, en el que colaboró con el mismo equipo, obtuvo el Premio del Público en el Festival de Cine de Sundance. El título hace referencia a la novela Las aventuras de Alicia en el país de las maravillas, de Lewis Carroll y explora los secretos de familia y los abusos en el hogar desde una perspectiva distinta.

## Filmografía

### Como directora
- 2001: Stereo (cortometraje)
- 2003: Min velsignede bror (cortometraje documental)
- 2003: White Man's Burden
- 2009: Stykke for stykke (cortometraje)
- 2015: Una larga historia corta (largometraje)
- 2017: La herencia (Arvingerne, serie de televisión danesa, 2 episodios)
- 2017: Algo en qué creer (Herrens veje, serie de televisión danesa, 2 episodios)
- 2019: Reina de corazones (Dronningen, largometraje), (Premio Robert en la categoría de largometraje danés del año
- 2022: The Crown (quinta temporada, dos capítulos)

### Como guionista
- 2001: Stereo (cortometraje)
- 2003: Min velsignede bror (cortometraje documental)
- 2015: Stykke para stykke (cortometraje)
- 2015: Una larga historia corta (largometraje)
- 2019: Reina de Corazones (Dronningen, largometraje)

### Como ayudante de dirección
- 2009: Camping (película de televisión)
- 2010: Borgen– Gefährliche Seilschaften ( Borgen, serie de televisión danesa, 4 episodios)
- 2017: Die Wege des Herrn (Algo en que creer, serie de televisión danesa, 1 episodio)

### Como operadora de cámara
- 2003: Min velsignede bror (cortometraje documental)

### Como productora
- 2001: Estéreo (cortometraje)